# Populizam
Populizam (iz latinskog: populus = narod) označava način politike koji prikazuje "istaknutu bliskost narodu" i instrumentalizira nezadovoljstvo, strahove i aktualne sukobe za vlastite potrebe. Apelira na instinkte i nudi jednostavna rješenja pri čemu se aspekti praktične izvedivosti uveliko zanemaruju. Blaćenje političkih protivnika, stanja u državi i kritike bez konstruktivnih elemenata su također neki od elemenata klasičnog populizma.

## Pojam
Politologija i sociologija iznjedrile su dva središnja istraživačka pristupa fenomenu populizma.
Po prvome, populizam je stil političke komunikacije ili retorički stil političara. U političkoj retorici je prisutan u onoj njenoj vrsti koja ustraje na jednostavnosti i izravnosti, često nabijenoj emocijama. Osnovna je odrednica pozivanje na narod ili u nekim inim inačicama na građane, birače. Ova vrsta komunikacijskog stila uvijek je negativno usmjeren prema eliti, na koju se gleda kao na kompaktnu skupinu građana koja stoji nasuprot poštenu narodu.
Po drugome, populizam je "tanka" ideologija svoje vrste, koja u središtu ima pogled na društvo u kojem postoje dvije antagonističke grupe, pošten narod i korumpirana elita te na temelju te ideje razrađuje sve društvene fenomene. Narod je u tom gledištu skupina poštenih malih običnih ljudi, dobronamjernih, poštenih, radišnih i naivnih, koja je izgubila mogućnost sudjelovanja u procesima političkoga odlučivanja, koja više nije suverena i u potpunosti je ovisna o odlukama elite. Elita je u ovom gledištu kompaktna i umrežena skupinu pojedinaca, koju predstavljaju istaknuti pojedinci iz područja politike, financija, kulture i medija; moralno je izopačena, korumpirana i vodi se jedino vlastitim interesima na štetu poštena i neiskvarena naroda. U ovoj se ideologiji na jezgru - odnos naroda i elita, nadovezuje mnoštvo inih elemenata poput specifične političke retorike, ekonomskih politika, vrijednosnih sustava ili svjetonazora, političkih uvjerenja koja u konačnici daju obrise nekomu populističkomu pokretu.
Pojam je neispravno dobio negativno i pejorativno značenje u političkoj borbi, zbog neodgovornog pojmovnog optuživanja i javnog razbacivanja pojmovima. Kad se u javnom prostoru netkog proglasi populistom, namjera je reći da je riječ o demagogu koji daje lažna obećanja, osobi koja širi iluzorne ideje, koja nudi jednostavna rješenja koje u političkoj praksi nije moguće provesti i koja često širi mržnju i obmanjuje javnost. Kad netko političke aktere optužuje za populizam, prije svega žele reći da im je protivnik demagog ili oportunist, što je pogrešno, jer demagozi i oportunisti nisu time automatski i populisti.
Važna odrednica populističke ideologije čini stigmatiziranje tzv. "opasnih drugih". Populizam tu "opasnu skupinu" smatra za osobe koje su doživljava suradnicima ili oružjem vladajuće elite u elitinoj manipulaciji narodom. Danas se u Europi pod te "opasne druge" smatra islamističke invazore, eufemistički nazvane imigrantima ili lažno okvalificiranih kao izbjeglice. "Opasni drugi" također mogu biti nacionalne manjine, vjerske zajednice. "Opasni drugi" su u naravi "zajednički neprijatelj" neiskvarenih dobronamjernih običnih ljudi. U političkim ideologijama zajednički neprijatelj vrlo je bitan čimbenik homogenizacije mase i poticanja narodnih masa na aktivnost, zbog inertnosti masa, koje se teško aktiviraju i politički angažiraju ako nemaju zajedničkoga neprijatelja i ako se ne stvori odnos "mi" nasuprot "njima".
Populistički pokreti nastaju u fazama brzih društvenih promjena, a ponekad su vezani uz karizmatične osobe.
Osnovna komponenta takvih strategija je korištenje senzibilnosti društva za materijalnu egzistenciju, te morala ili ekonomskih pitanja, koji su dio svijesti većine stanovništva i stoga ne zahtijevaju raspravu ili obrazloženje takve politike.
Po mišljenju nekih znanstvenika, politički populizam se ne smatra načinom politike s nerealnim i popularnim obećanjima kojima se kratkoročno pokušavaju privući birači, nego to definiraju kao oportunizam.
Populizam je usredotočen uglavnom na socijalne slojeve i društvene skupine, koje se u postojećem društvenom, ekonomskom i političkom poretku, nalaze u nepovoljnom položaju.

## Povijest
Korijeni populizma su u sredini 19. stoljeća. Pojam je tad nastao u današnjim SAD i odnosio se na antikatoličke društvene pokrete. Organizirani su radi poticanja građana na borbu protiv imigranata, posebice katolika, koji su emigrirali u SAD sredinom 19. stoljeća u velikom broju iz Irske, Francuske, Njemačke i Italije. Poznata je Američka domorodačka stranka u kojoj su se organizirali protestanti rođeni u SAD. Smatrali su da brane tradicionalne protestantske religijske i političke vrijednosti, a pridošli katolički imigranti su ih remetili, kako su smatrali iz tih protestantskih skupina. Pripadnici Američke domorodačke stranke mobilizirali su mase protestanata demagoškom političkom retorikom, koja je, uz ostalo naglašavala i opasnost da će katolički svećenici i biskupi upravljati velikim skupinama birača te da će u konačnici zavladati i protestantima. Ova stranka odnosno pokret nije dugo trajala, nego se brzo rasula u nekoliko manjih stranaka. Većina pripadnika poslije je prešla u redove Republikanske stranke.
Kraj građanskog rata koji je iscrpio stanovništvo i gospodarstvo SAD na svim poljima nije donio olakšanje, nego su se nevolje nastavile i poslije. Zaredali su problemi u agrarnom sektoru, poput niskih cijena, loših uvjeta kreditiranja. Sve je to dovelo do Saveza agrara (Farmers’ Alliances). Na lokalnim razinama Savez je nešto uspio postići. Ipak, za veće promjene bilo je potrebno angažirati se za nacionalnoj razini. Kad je to vodstvo shvatilo, iz Saveza agrara osnovana je politička stranka People’s Party (Narodna stranka), zvana još i Populist Party (Populistička stranka). Novoosnovana stranka bila je lijeve političke orijentacije i agrarno-tradicionalistička. Protivila se politici modernizaciji poljoprivrede koju su sprovodile tadašnje američke korporacije u nastajanju i financijski establišment. Populističku stranku optuživali su i za antisemitizam. Često su pripadnici ove stranke iznosili tvrdnje povezane s raznim teorijama zavjere. Koncem 19. stoljeća Populistička stranka dala je svojega kandidata za predsjednika SAD-a koji je osvojio 22 elektorska glasa. Prestala je djelovati početkom 20. stoljeća, ali središnji segment spomenutoga pokreta, stranke, »borba« u ime naroda protiv političkoga i ekonomskoga establišmenta, tj. elite, ostao je temeljena odrednica i današnjega shvaćanja populističkih pokreta.

## Ljevičarski i desničarski populizam
Uz podrazumijevanje populizma kao puke strategije u borbi za vlast, populizmom se može služiti politička ljevica kao i politička desnica.
Ljevičarski populizam često koristi izraze "radnici, seljaci i poštena inteligencija i mrska buržoazija.

## Mehanizmi djelovanja
Uglavnom se koriste takva pitanja, koja kod većine ljudi izaziva jake emocije protiv "neprijatelja" (po mogućnosti "oni koji su sada gore na vlasti") ili tzv. establishment. Cijene benzina, porez, kriminal, patriotizam i socijalna pravda su glavne teme populista.
Odgovore ili rješenja na složenija pitanja se međutim, bez obzira na njihovu stvarnu važnost izbjegavaju ili se njihov značaj omalovažava, jer to populistima ne donosi korist.
Populizam funkcionira s isticanjem stereotipa i predrasuda. Populist obećava stvari, koje uglavnom ne namjerava ili nije u stanju ostvariti. Bez obzira na stvarni životni stil populista, on često ističe da, za razliku od ostalih političara brine o potrebama "maloga čovjeka".
Populizam pruža jednostavna rješenja za složene probleme, koji za laike dobro zvuče iako ih stručnjaci odbijaju.

## Vanjske poveznice
- Populizam, Prof. Hamdo Čamo  Arhivirana inačica izvorne stranice od 30. studenoga 2010. (Wayback Machine)